# Valer Petco
Valer Petco (n. 1865, Deva – d. 1926, Deva) a fost Prim-pretor la Baia de Criș, Consilier Ministerial și Administrator financiar în timpul conducerii maghiare, după Unire Administrator Financiar la Deva și Sighișoara și delegat la Marea Adunare Națională de la Alba Iulia din 1 decembrie 1918.

## Date biografice
A urmat cursurile școlii primare la Arad și a absolvit Facultatea de Drept din Budapesta.